# Música de El Salvador

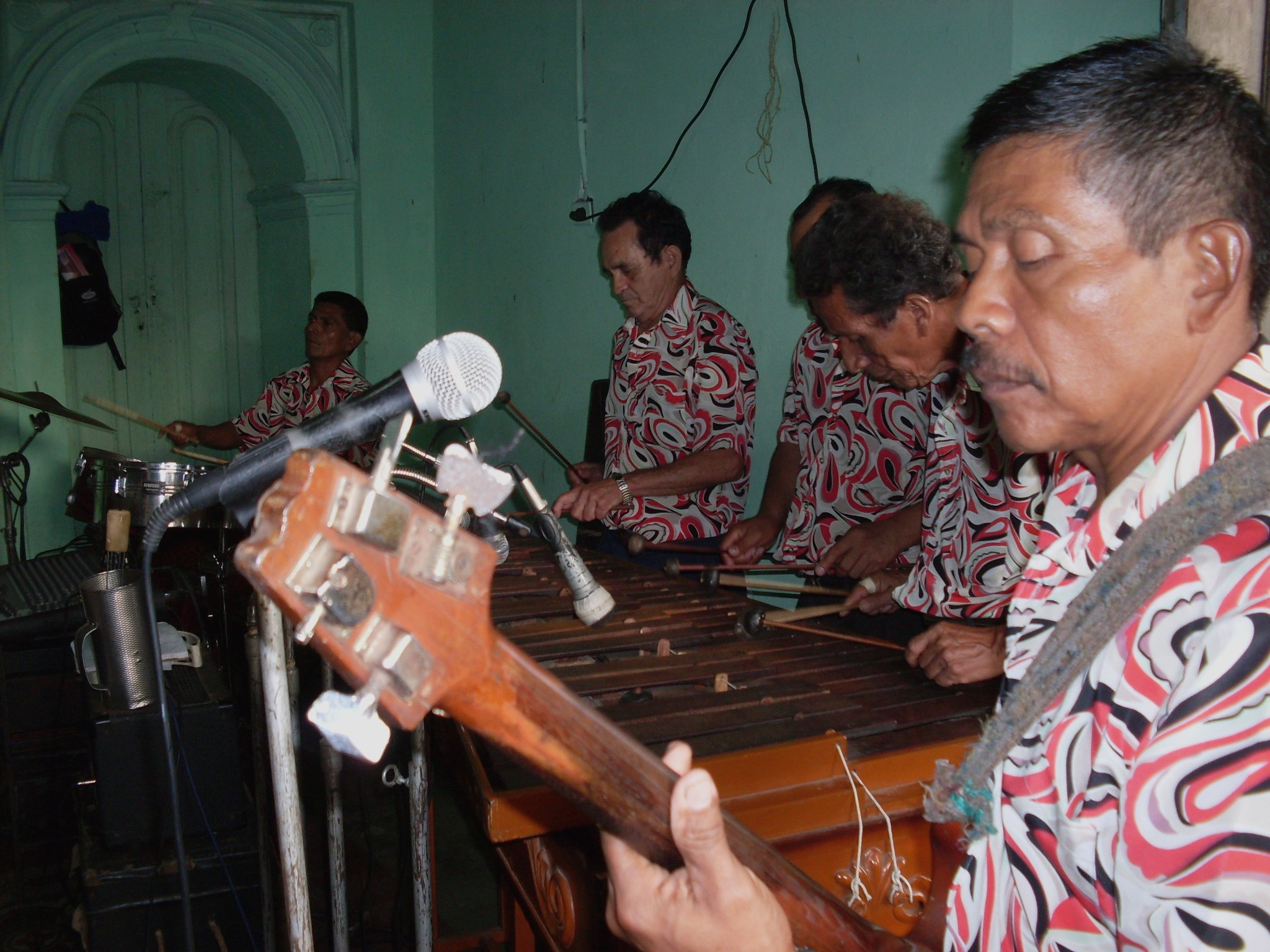
Conjunto musical durante una celebración en Nahuizalco.

La música de El Salvador se refiere a las diferentes manifestaciones musicales de la República de El Salvador, la que a su vez está englobada en las tradiciones musicales latinoamericanas más amplias.
El Salvador es un país de América Central, cuya cultura es en principio una mezcla de etnias indígenas (Nahuas-Pipiles, Lencas y Cacaoperas), europeos (principalmente españoles), y africanos (diferentes grupos étnicos traídos como esclavos durante la época colonial); a lo que se le han sumado otros grupos poblaciones que han llegado al país en tiempos recientes (como puede ser de Asia, Norteamérica u otros países de Latinoamérica); por lo que la cultura del país es producto de la sumatoria de rasgos de las diferentes culturas que se han mezclado entre su gente a lo largo de su historia. Todo ello hace que las expresiones musicales sean bastantes diversas, a la vez que la cultura musical se ha ido adaptando a las diferentes nuevas corrientes musicales que han ido surgiendo en las distintas épocas que ha atravesado en su historia.

## Estilos populares
Los géneros musicales más prolíficos en El Salvador son: 
1. La Cumbia, hay diversas agrupaciones, ya que este género se vio fuertemente influenciado por la interacción de músicos salvadoreños y colombianos (Cumbia salvadoreña).
2. El Rock, desde sus inicios este género de alcance mundial tuvo una gran aceptación entre los jóvenes, presentando varias etapas históricas en su desarrollo algunos grupos conocidos son Los R.E.D.D, Prueba de Sonido, Friguey, Grupo Bronco de Vicente Sibrian entre otros.
3. La Salsa, tuvo su entrada al país en los 1990 con grupos como Salsa Clave y Generación Latina,[4] y para la de década de 2010 y 2020 uno de los principal grupos sería Salsalvador All Stars.
4. Música regional mexicana, la música mexicana es muy aceptada en el país, y hay agrupaciones que incursionan en el subgénero de banda sinaloense, entre las que destacan La Auténtica Banda LL, Banda La Primera, La Auténtica Banda de Plata.
5. El Heavy Metal, pero principalmente sus subgéneros más extremos y menos comerciales como el Thrash, Death, Black, Power, han sido muy prolíficos en cuanto a producción de material discográfico, conciertos locales y giras internacionales.

## Música prehispánica y colonial
Antes de la llegada de los españoles, el territorio que hoy en día se conoce como El Salvador era un espacio habitado predominantemente por grupos de habla náhuat conocidos como pipiles. Durante la época prehispánica fue sucesivamente habitado por los pueblos xincas, mayas, lencas y mangues. Estudios precolombinos dan muestra de la importancia de la música, sobre todo en expresiones rituales en los que se empleaban tambores y trompetas. La musicóloga María de Baratta da muestra de la construcción de instrumentos complejos en esa época como el teponahuaste, las flautas fálicas con bola deslizante de Quelepa o la ocarina Tecoaliztli
Con la venida de los españoles, la música clásica europea y la española se mezclaron con los estilos nativos. Los códigos musicales precolombinos fueron reemplazados por otros, cambiando sus significados, funcionalidad, formas de aprendizaje, transmisión, difusión e intercambio.
La música en el periodo colonial fue promovida y apoyada por tres poderes:
- Las autoridades indígenas que promovían la transmisión de las tradiciones de una generación a otra.
- La iglesia católica, a través de la música de corte religioso, que no necesariamente debía ser música sacra, sino que alababa o hablaba de Dios.
- Las instancias del Reino de España en las provincias.

En este periodo comienzan a aparecer las primeras bandas de música militares, caracterizadas por la mezcla de elementos propios de la música europea junto a ritmos y construcciones indígenas y africanas, introducida esta última a través de los esclavos. Algunos de los primeros conjuntos de esta época son: 
- Conjunto de Pardos del Barrio Veracruz, Sonsonate (1762)
- Conjunto de militares del Guaymoco, Sonsonate (1762)
- Conjunto de mulatos, negros e indios de Santo Thomas Tesaquangos (1768)[6]
- Grupo vocal – instrumental de Santiago Nonualco (1789 - 1802)[7]

## Música en elsigloXIX
El 22 de noviembre de 1824 se constituye la República Federal de Centro América y el estado del Salvador fue uno de sus cinco Estados hasta 1841 cuando se constituyó como república. En ese año de 1841 llegarían a San Miguel, para ofrecer un concierto, el italiano Juan Guido y los españoles Manuel Navarro y José María Martínez de la Rosa; quienes traerían consigo un clarinete, una trompa, un bugle, una especie de corno y un redoblante. Su música llamaría la atención del coronel Manuel Cañas (padre del general Juan José Cañas, escritor del himno nacional) quien los invitaría a quedarse en el país; por lo que se trasladarían a San Salvador, donde con el apoyo del general Francisco Malespín fundarían la primera banda marcial, con el nombre de banda militar, de la que José Martínez sería su primer director.
En 1845 se fundaría la primera escuela de música, gracias a la llegada del violinista guatemalteco José Escolástico Andrino; quien en 1847 crearía la primera orquesta estable y de  carácter sinfónico, llamada Sección Filarmónica.
Con la fundación de la banda marcial y la llegada de Andrino empezaría a forjarse la música salvadoreña de este siglo qué a grandes rasgos se caracterizaría por estar marcada por las preferencias estéticas del romanticismo musical europeo, en particular por la ópera; esto debido a los músicos y compositores extranjeros residentes en el país que serían los maestros de los artistas nacionales. Otros estilos qué tuvieron eco en los artistas musicales de este siglo, y que también provenía de la influencia europea, fueron los valses, polcas, chotis, mazurcas, pasodobles y marchas. Estos distintos estilos engalanaban los repertorios de banda, ya sea con piezas propias (cuya composición distaba de incorporar rasgos propios qué lo distinguiese del modelo europeo) o con piezas de autores europeos como Waldteufel, Strauss, Meyerbeer, Verdi, Wagner, Chopin, Paganini, Lizt, y Thalberg. Por otro lado, es de mencionar que en la industria musical nacional de este siglo había una presencia constante de mujeres en la ejecución del piano, en instrumentos de cuerdas (ya sean frotadas o pulsadas), y en el canto y la composición de formas menores.
Las tres áreas principales áreas de producción musical en este siglo fueron: 
- La música marcial, de las bandas militares, y cuyo reportorio incluía marchas, oberturas, danzas y fantasías de opera.
- La música de concierto, que iniciaría con la orquesta de Escolástico Andrino; y que incluiría presentaciones de solistas, orquestas sinfónicas, grupos de cámara y bandas en veladas en los teatros y residencias particulares.
- La música ritual indígena, en sincretismo con el santoral y festividades de la iglesia católica.[1]

A mediados del siglo, llegaría al país el género musical de la habanera; que influenciaría a los pueblos del interior, donde surgirían temas como "Me levanto de mañanita" (pieza registrada en localidades como Panchimalco, Nahuizalco, Ataco, y otros).
Bajo la administración del general Gerardo Barrios (1859-1863) se estimuló la creación de bandas régimentales en distintos puntos del país. El repertorio, generalmente constituido por danzas de salón y marchas, atrajo públicos diversos a las plazas de las principales ciudades.
En 1860 llegaría como director de la banda marcial  el belga Alexis Cousin, quien la reorganizaría dándole el nombre de "Banda de los Supremos Poderes"; asimismo, se encargaría de difundir algunas obras musicales como: la marcha "Suavos de la Reina", el vals "Guardias de la Reina", y el paso doble o marcha "Reina Victoria" (conocida como la marcha "Gerardo Barrios"). Más adelante, en 1870, llegaría como director de dicha agrupación el prusiano Emilio Dressner, quien compondría piezas como "Mi salutación a El Salvador", "Independencia", y "Melodías del Norte", y quien venía con su esposa (que era pianista y cantante) que educaría a señoritas de las capas medias y altas con las habilidades artísticas que poseía. Posteriormente, en 1876, llegaría el prusiano Heinrich Drews, que la dirigiría hasta 1915, y quien compondría varias 
piezas como el pasodoble «El Triunfo; Drews introduciría a la banda piezas de destacados compositores (como Mozart, Beethoven, Wagner, Liszt, Brahms, y Strauss), y con él la banda comenzaría a expandirse e ilustrarse hasta ser considerada la mejor banda u orquesta de Centroamérica, que tendría a más de cien miembros en sus filas, participaba en eventos en todo el istmo, y se presentaba dos o tres noches en la plaza central de la capital.
En el último cuarto de siglo se fundan las sociedades filarmónicas de San Salvador (1875, dirigida por Alexis Cousin) y de San Vicente (1878, fundada y dirigida por Enrique Miranda). En el Teatro Nacional o el Teatro Colón de San Salvador se realizaban conciertos con las bandas militares en veladas que incluían recitales de canto y poesía. Asimismo, se pondría de moda como instrumentos el piano y el violín, debido a la influencia de la cultura italiana y francesa en las personas de alto estatus qué realizaban viajes a Europa; y también se pondría de moda la formación de estudiantinas, conjunto musical de estudiantes universitarios, tanto de hombres como de mujeres. Además de ello, más artistas extranjeros buscarían establecerse en el territorio, convirtiéndose en maestros de un nuevo generación de artistas nacionales, entre ellos estarían: los italianos Juan Aberle (compositor del himno nacional) y Alfredo Goré y el holandés José Kessels (que desde 1896 sería director de la banda militar de Santa Ana, la cual llegaría a ser reconicida como la segunda banda más importante del país).
A finales de siglo, se introducen las victrolas y los fonografos qué funcionaban con cuerdas; por lo que en las haciendas y en las casas veraniegas comenzarían a sonar las piezas y canciones que estaban de moda en Europa, Estados Unidos y México, así como algunas de Sudamérica, que comenzarían a ser interpretadas por las bandas pueblerinas.
Algunos compositores, músicos y agrupaciones nacionales son recordados gracias a su mención en programas de concierto o la publicación de partituras en revistas como "La Quincena", El "Álbum filarmónico salvadoreño" o "La Ilustración Centroamericana" de Juan Aberle. Entre ellos tenemos: Eusebio Castillo, director de bandas y de la escuela de música de Bellas Artes; María Josefa Castillo, hermana del anterior, y pianista en los conciertos de la Sección Filarmónica de Escolástico Andrino; Rafael Olmedo Artiga, violinista y compositor del capricho para violín y piano 
«Las Hadas»; Refugio Pinto de Arbizú, pianista y compositora de la mazurca «La inspiración»; la Orquesta femenina de cuerdas “Violetas Vicentinas”, que funcionaría entre los años de 1877 a 1906, y cuya primera violinista sería Sara Miranda Campos Reales de Ramírez; la Estudiantina Santaneca, dirigida por Juan Aberle (en la cual había una femenina, en la que algunas de sus integrantes 
fueron: Teresa Carbia, Anita Valle, Trinidad Regalado, y Josefina Sandoval; y una masculina cuyos integrantes eran: Pedro y Rafael Paz, Abel Peña, Manuel Calderón, Abel Hernández, Carlos y Rodolfo Cordón, Javier y Trinidad Díaz, Pedro León, y Cipriano Vides); las pianistas Jesús Lagos, Sara Zaldívar y Amelia Andrade, qué tocaron con la Banda de los Supremos Poderes (dirigida por Heinrich Drews) y en 1877 en los conciertos de la Sociedad Filarmónica (dirigida por Juan Aberle); entre otros.
En el campo lírico de este siglo tenemos a personajes como: Luis Cromeyer, cantante de la Sección Filarmónica en la década de 1840; Mariana de Zaldívar, Dolores de Pino, y Enrique Longley, cantantes de la Sociedad Artística Salvadoreña en 1867; Guillermo Maures, cantante asiduo de la Sociedad Filarmónica en 1875; y Susana Graechen y Benjamín Baruch, dúo de canto frecuente en los eventos de Alfredo Goré a fines del siglo.

## Música en elsigloXX

### De 1900 a la década de 1920
En las primeras décadas del siglo XX, los valses, polcas, mazurcas, chotis, pasodobles y las marchas continuaron siendo muy populares en el territorio; de esos estilos el más destacado fue el vals, algunos ejemplos de este son: «Bajo el Almendro» de David Granadino, «Siempre Sufriendo» de Felipe Soto, «Lagrimas de amor» de José Napoleón Rodríguez, «Sueños a María» de Wenceslao Rodríguez, y «Ensueños» de Domingo Santos. Otros compositores de estos géneros son: Ciriaco de Jesús Alas (educador y compositor de temas escolares, como la pieza 
para violín y orquesta «Dichoso fui»), Romulo Rodríguez (padre de Napoleón Rodríguez), Indalecio Hernández (de origen mexicano), Rafael Herrador (hijo de Rafael Olmedo), entre otros. Por otro lado, en esta época se popularizan las pianolas y las cajas musicales qué funcionaban con cuerdas.
Entre las compositoras femeninas podemos mencionar a: María Sara Trujillo, arpista y compositora del chotis «Lirio del valle»; Adriana Arbizú (hija de Gregoria Pinto de Arbizú), pianista y compositora del vals en mi bemol mayor «Sabelio»; Emilia Cavallero, autora del chotis «Italia»; Cleotilde Arauz, pianista y autora de «Remembrance».
Para 1901 existía una Escuela Nacional de Música que era dirigida por Juan Aberle y que tenía su sede en el Teatro Nacional. Aberle la dirigiría hasta 1911, cuando en su lugar llegaría el vicentino Francisco López Navarro; más adelante, el presidente Pío Romero Bosque (que gobernó de 1927 a 1931), contrataría a un grupo de músicos italianos para convertirla en conversatorio, pero dicha idea fracasaría por falta de recursos y solamente permanecerían en el país los hermanos Cesar y Emiliano Perotti, siendo Emiliano quien se encargaría de dirigir la escuela (hasta 1931) mientras que Cesar sería maestro de composición, y además estarían como maestros: Adriano La Rosa y Gastón Pellegrini, como profesores de violín; Humberto Costa, de violonchelo; Guido Gallignani, de contrabajo; y Augusto Perotti. Por otro lado, proliferarían también las escuelas privadas y las clases particulares; algunas de las escuelas más cotizadas eran: la Escuela de canto del tenor Fernando Meléndez del Valle, la de Humberto Pacas, y la Pedro Guillén en Santa Tecla.

#### Banda de los Supremos Poderes y otras orquestas
En 1915 se haría cargo de la banda de Supremos Poderes el italiano Juan Aberle; quien llevaría a la agrupación a su punto culminante, ofreciendo numerosas veladas. En dichas veladas, especialmente en recitales en el Teatro Nacional, destacarían como pianistas sus alumnas: Adriana Arbizú, Antonia Orellana, Lola Pérez, Ángela Andrade, Tula Guirola, Juana Olivares, Jesús Lagos y Mélida Urrutia. Asimismo, en sus presentaciones deleitaban al público el violinista Rafael Olmedo; los cantantes Tomás Aguilar, Jorge Aguilar y Carlos Peña; y los poetas Rubén Darío, Mayorga Rivas, Plácido Peña, Vicente Acosta, Manuel Barriere, y Juan Delgado.
En 1922, Aberle se retiría de la banda y en su lugar llegaría el alemán Paul Müller, quien la reorganizaría como la Banda y Orquesta de los Supremos Poderes, iniciando así una nueva etapa de formación profesional. En esta nueva etapa la agrupación incluiría en su repertorio música sinfónica, por lo que es considerada el origen de la actual Orquesta Sinfónica de El Salvador.
En 1912, el italiano Antonio Gianolli, qué había llegado al país con la Compañía Lombardi (que perdió sus posesiones en 1910 en el incendio qué destruyó el primer Teatro Nacional), fundaría la Sociedad Orquestal Salvadoreña; qué entre 1912 y 1930 desarrollaría una intensa actividad de conciertos, compartiendo a veces escenario con la banda de los Supremos Poderes. En sus presentaciones se encontraban en ocasiones como invitados Juan Aberle y Ciriaco de Jesús Alas, la pianista Ángela García Peña, y el violinista Francisco López Navarro.
Los grupos de cuerda frotada predominaban en El Salvador de principios de siglo. Ejemplo de ello son dos conjuntos de cuerdas destacables procedentes de San Vicente que se llamaban: Orquesta Verdi (creada en 1907) y la Orquesta Lírica Vicentina (creada en 1912 y dirigida por Octavio Miranda); ambas orquestas, se unirían a finales de la década de 1920 en la Orquesta Verdi Lírica Vicentina.

#### La época de la marimba
Un instrumento qué destacó en los comienzos de este siglo fue la marimba; de la cual hay dos teorías sobre su origen, una que fue traída por los esclavos africanos y la otra que es un instrumento autóctono de los nativos. Es en la vecina Guatemala donde el instrumento se desarrollaría, creándose ahí a marimba de dos teclados; y donde surgiría la agrupación llamada Marimba Centroamericana, qué fue sumamente destacada y en la que también estuvieron músicos salvadoreños, y de cuyos discos (de los sellos discográficos Columbia, Víctor y Brunswick) las bandas regimentales hacían sus propias versiones y las tocaban en los kioscos de la plaza central de las poblaciones.
En El Salvador, la primera agrupación con marimba de dos teclados sería la Marimba Cuscatleca (que poco después pasaría a llamarse Marimba Nima Quiche) fundada por José Luis Delgado padre en Santa Ana en 1910. Esta marimba, en 1913, realizaría una gira por El Salvador y Centroamérica; y tenía en su repertorio música clásica, de concierto y bailable (que en esa época incluiría: valses, polcas, mazurcas, ragtimes, maxixes, marchas o habaneras).
En la década de 1920 se viviría el apogeo de la marimba, cuando habían músicos que tocaban internacionalmente y que además en esas decádas tocaban foxtrots, charlestón, dixies (siendo estos tres estilos de jazz) y blues; pero debido a que el instrumento podía adaptarse a otros estilos, siguió siendo popular hasta que el rock apareció en escena a fines de la década de 1950 y principios de la de 1960.
Alguns marimbas destacables son: Atlacatl (dirigida por Salvador Rivas, y que realizaría conciertos en varios países de América y Europa), Kapelle (dirigida por José Bolaños de origen guatemalteco), Salvadoreña Cuzcatlán (de los hermanos Roberto y David Granadino, hijos del compositor David Granadino), y Country Club que después se llamaría Nuevo Mundo (de Carlos Irigoyen Ruiz, que realizaría una gira en Europa); también había marimbas en algunas instituciones gubernamentales como la de la Policía Nacional y la de la Guardia Nacional.
Una figura destacable es Carlos Irigoyen Ruiz que fue fundador e impulsor de varias agrupaciones, además de compositor. Entre sus obras están los foxtrot Anastasia, Chuchitos Calientes, Carnavalito, Juan Ramón Munéz y Adolorido.

#### La primera radio y algunos artistas qué se presentaron en ella
El 1 de marzo de 1926 se inauguraría oficialmente la primera radio de El Salvador y de toda la región centroamericana, cuarta en América Latina y la sexta a nivel mundial, la misma fue bautizada con el nombre de Radio AQM (hoy conocida como Radio Nacional de El Salvador), iniciales que corresponden al nombre del mandatario Alfonso Quiñónez Molina. En dicha radio se escuchaba música de México, Cuba y Colombia; tocando valses, foxtrot, rancheras, sones y songos, junto con tangos, con lo que los músicos salvadoreños crearían sus propias versiones de estos estilos; a la vez que la radio permitía la presentación en vivo, y por ende la difusión, de los artistas nacionales. Como los aparatos de radio eran pocos, sus primeras transmisiones fueron a través de franjas diarias: en la mañana, al mediodía y en la noche.
En la inauguración de la radio A.Q.M. se realizaron presentaciones en vivo de los siguientes artistas nacionales: la Banda de los Supremos Poderes, que tocó el himno nacional antes del discurso del presidente; Natalia Ramos, quien interpretaría "La Polonesa" de Chopin; Rafael Olmedo, qué interpretó a violoncelo "Penas de amor" de Kreisler; y además se contó con la participación de los artistas María Saprissa, Francisco López Narváez, Gonzalo Vega y una marimba.
Para fines de 1926 se habían instalado 89 unidades receptoras (conocidas como radio de galena, cuyo propietario en principio tenía que pagar 3 colones y luego un 1 Colón) para que pudiera escucharse la radio; asimismo, para entonces la radio había llevado sus radioescuchas 119 conciertos; entre otros artistas nacionales que se presentaron en ese año están: Ángela María Peña, María de Baratta, Jacinto Colorado, las estudiantinas (agrupación de estudiantes universitarios) "Guanaquita" y "Los Cheros", entre otros.
La programación de enero de 1927 muestra que la radio daba conciertos los días lunes, miércoles y viernes; en esa programación se mencionan los siguientes artistas nacionales: Américo Orlando, dando un concierto de canto; la Marimba Azul y Blanco, ejecutando música bailable; el cuarteto A.Q.M, dando un concierto de música clásica; la estudiantina "Música y Flores", con un concierto de música bailable; el Orfeón (agrupación de personas que cantan en coro sin acompañamiento de instrumentos) de la Escuela Normal de Maestros, con un concierto de canto; la Orquesta Sinfónica de la Banda de los Altos Poderes, dando un concierto de música clásica; y Carlota Ezeta de Escobar con un concierto de canto con acompañamiento de piano.

### De la décadas de 1930 a la de 1950
En 1932 se instalaría la radio Y.S.P. La voz de Cuscatlán, la primera radiodifusora privada en El Salvador; mientras que la radio nacional pasaría de ser la A.Q.M. a llamarse Radio El Salvador (RES) en 1927, Radio Difusora Nacional (RDN) en 1933, y YSS Alma  Cuscatleca en 1936. Asimismo, a partir de ese momento, las radios comenzarían a transmitir de 12:00 a 2:00 p. m. y de 5:00 a 10:00 p. m. Más adelante, y ya en la década de 1940s, se instalarían otras radiodifusora como: YSO, YSI, YSU, YSC; con ello, la transmisión y la competencia se ampliaría, por lo que las radios, (para tener mayor audiencia) crearían noticieros e invitarían a los artistas nacionales a interpretar sus propias composiciones, de ese modo, los cantantes y agrupaciones más destacadas serían invitados a participar en algunos programas en vivo. Más adelante, llegaría también la televisión con la creación del Canal 6 en 1956.

#### Academia Nacional y Conservatorio Nacional de Música
En 1931, Domingo Santos se haría cargo de la Academia Nacional de Música, y junto con él se incorporarían como maestros la pianista Natalia Ramos, el violinista Juan Amaya, el contrabajista Cecilio Amaya, entre otros; con ello se introduciría el estudio de la armonía, la instrumentación y el piano, y el plan de estudio constaría con un diseño más integral y con peso teórico. El 25 de diciembre de 1938, el gobierno del general Maximiliano Hernández Martínez decidiría renombrar a la institución como Academia Nacional de Música "Rafael Olmedo"; y más adelante se le daría el nombre de Escuela de Música y Declamación "Rafael Olmedo". En 1940 llegaría como director el profesor Raúl Paniagua, quién introduciría las clases de guitarra clásica qué sería dada por el distinguido guitarrista paraguayo Agustín Barrios "Mangore"; y para entonces la institución tenía 413 alumnos. En 1944 llegaría como director Rubén Arauz, y en ese momento se añadirirían las clases de instrumentación y declamación. Entre los músicos destacados provenientes de esta institución se encuentran Esteban Servellón y Benjamín Solís.
En 1950, durante el gobierno del coronel Óscar Osorio, se crearía la Dirección General de Bellas Artes bajo la dirección del poeta Serafín Quiteño, con lo que se mejoraría la infraestructura de los cuadros técnicos de las distintas academias de expresión artística. En 1951, la Academia Nacional pasaría a denominarse Conservatorio Nacional, que estaría dirigido por el músico rumano Ion Cubicec; dicha institución se mantendría hasta 1969 cuando sería suprimido con la creación del Bachillerato en Artes.

#### Música Académica
En 1930 llegaría como director de la Orquesta y Banda de los Supremos Poderes por el alemán Ricardo Hütenrauch; y en 1936 llegaría como director el violinista italiano Cesar Perotti. En 1940, el cargo le sería dado a Alejandro Muñoz Ciudad Real, el primer salvadoreño que tuvo ese cargo de forma permanente, y quien introduciría piezas de autores como Igor Stravinsky, Serguéi Prokófiev y Dimitri Shostakovich (sin dejar de lado la promoción de compositores nacionales); sería durante su liderazgo que en 1950 se separarían la banda (que pasaría a la Guardia Nacional) y la orquesta (que se quedaría en el ejército con el nombre de Orquesta Sinfónica del Ejército).
En la década de 1940 surgiría la Orquesta Sinfónica Salvadoreña dirigida por Humberto Pacas. Dicha agrupación sería financiada por su propia sociedad patrocinadora, en la que destacaron como activistas Orlando de Sola, Mema Dueñas y Rodolfo Goldschmidt, entre otros. Esta orquesta abarcaría varios campos, daría los primeros conciertos didácticos para el público infantil, y tendría un programa de recitales con artistas destacados intencionalmente como los violinistas Yehudi Menuhim y 
Ruggiero Ricci, el guitarrista Andrés Segovia, el violonchelista Ricardo Odnoposoff y el pianista Claudio Arrau.
A inicios de la década de 1950, el rumano Ion Cubicec crearía la Sociedad Coral Salvadoreña (que luego generaría el Coro Nacional de El Salvador); que entre 1951 y 1952, junto con músicos de la Orquesta Sinfónica del Ejército, montaría obras como Elixir de 
amor de Donizetti, El barbero de Sevilla de Rossini, La Traviata y Rigoletto de Verdi, y La Bohème y Madame Butterfly de Puccini.

#### Música popular

##### Las marimbas-orquestas
En la década de 1930s, la formación y auge de las orquestas de salón (específicamente las big band de swing) obligaría a las marimbas a convertirse en marimbas-orquestas (compuestas de marimbas triples y tenor, batería, contrabajo, trompetas, saxofón) que interpretaban estilos como el swing, foxtrot, pasodoble, vals, chachachá, mambos, danzones, boleros y música country.
Algunas de las marimbas-orquestas más destacadas fueron: Pony Meca (dirigida por Rafael "Lito" Barrientos), Dixie Pals Band (de Paquito Palaviccini), Sonora del Salvador, Alma Salvadoreña (dirigida por Salvador Rivas, y probablemente formada a partir de la Marimba Atlacatl), y Alma Santaneca de la familia Lechuga de Santa Ana.

##### Orquestas de baile
Para inicios de la década de 1940s, las marimbas, marimbas-orquestas, y grupos de cuerdas seguían siendo los preferidos para amenizar las primeras comuniones y los matrimonios; sin embargo, a partir de la mitad de la década de 1940, algunas marimbas-orquestas se transformarían en orquestas de baile. Ejemplo de ello tenemos a: la Orquesta de Hermanos Polio (surgida a partir de la marimba-orquesta Sonora del Salvador), que luego pasaría a denominarse Orquesta Internacional Polio; y la Orquesta de Lito Barrientos (dirigida por Rafael "Lito" Barrientos, y conformada por algunos de los miembros de la marimba-orquesta Pony Meca).
Las orquestas tuvieron un auge en muchos lugares de la región centroamericana, en especial la Orquesta de Lito Barrientos, cuyo éxito se notaría en países como Colombia y Panamá por desarrollar el ritmo de la cumbia. Este estilo de música es originario de Colombia, y sería introducido al país por la radio y por orquestas como la de Lito Barrientos; asimismo, la cumbia que se produciría en el país se basaría en la reinterpretación que algunas orquestas mexicanas habían hecho del original colombiano, diferenciándose en el formato Orquestal. En base al repertorio de este estilo, surgiría en la década de 1950 agrupaciones como: la Orquesta Barahona, la Orquesta Medina, y la Orquesta Tropicana.

##### El Xuc y la Chanchona
Algunas orquestas, junto con otras agrupaciones y artistas salvadoreños, iniciaron un recorrido que llevó al desarrollo de múltiples ritmos y corrientes musicales, en especial a la creación de una música muy propia de la identidad salvadoreña, entre ellos el Xuc y la Chanchona. 
El Xuc, surge en la década de los años cuarenta gracias a la creatividad del músico Francisco "Paquito" Palaviccini. El mismo se origina a partir de un instrumento salvadoreño llamado “juco”, un instrumento de viento típico de El Salvador, que al momento de tocarlo suena “xuc, xuc”, el mismo desde hace años se ha convertido en un símbolo de identidad musical del municipio de Cojutepeque, y un patrimonio artístico a nivel nacional, y que hoy en día forman parte de las ya tradicionales fiestas patronales, actividades de índole cultural y cívica, ya que los estudiantes de los centros educativos salvadoreños deleitan al público bailando con dicho estilo musical.
La Chanchona es un instrumento rechoncho, grande, de sonidos graves, consta usualmente de cuatro cuerdas, se toca sin arco y se puntea con los dedos. Por ser un instrumento regional no tiene cabida en la música clásica. Generalmente está construido de madera de pino para el brazo y caobilla en la caja, a diferencia del contrabajo. En México es conocido como “tololoche” o “chicoteado”; es alegre, es tropical y representa una de las expresiones culturales de las comunidades de la zona rural en el oriente de El Salvador. Los campesinos rebautizaron con ese nombre al bajo acústico, por la corpulenta estructura del instrumento, sin embargo el nombre “chanchona” no solo es para referirse al instrumento como tal, sino al conjunto musical que toca referido instrumento con otros acompañantes, siendo estos principalmente por tamboriles, violines, armónicas y guitarras.

##### Los Tríos y cancioneros
En esta época surgirían varias agrupaciones de tres cantantes, conocidas como tríos, que se especializarían en boleros. Lugares como La Praviana, en la capital, abrirían espacios para que algunas de estas agrupaciones se hicieran reconocidas.
Los tríos, así como los mariachis (provenientes de la influencia de la época de oro del cine mexicano),  eran contratados por asiduos enamorados para sus serenatas. Por otro lado, para que la gente aprendiese las canciones de moda, desde México venía el cancionero Picot; y desde Santa Ana, la imprenta El Bonito imprimiría un cancionero de igual nombre.
Algunos tríos destacados son: Monterrey, Miramar, Santa Cruz, Libertad (qué después de llamaría a Nacarán), Los Hermanos Cárcamo, Escobar Ancalmo, los Hermanos Bojórquez (este último de Usulután). En México se grabarían dos canciones originales: “Corrido de El Salvador” del trío Escobar Ancalmo y “Yo soy el salvadoreño” de los Hermanos Antonio.

#### Música costumbrista y tradicional
A partir de los años 1930 algunos autores, de diferentes estilos, buscarían reflejar en la letra de sus canciones las tradiciones, oficios, lugares, paisajes o la situación de ciertos sectores de la sociedad; estas canciones poblarían las aulas escolares, actos oficiales y otros eventos, siendo lo que se conocería como música costumbrista, y además algunas de estas piezas serían más adelante coreografiadas por la bailarina Morena Celarié. El autor más destacado de esá forma de música sería Pancho Lara, quien compuso más de 100 canciones, entre las cuales están: El Carbonero (considerado el segundo himno de El Salvador), Las Cortadoras, El Pregón de los Nísperos, Los Zopilotes, y Canto a mi raza (en este último, en el que buscaría reflejar la situación de los indígenas de habla náhuat después de los sucesos de 1932). Otras piezas costumbristas son: La Suaca de Cándido Flamenco, Son Guanaco de Lito Barrientos, Día de la Cruz de Lidia Villavicencio, Adentro Cojutepeque de Paquito Palaviccini, y Can Calegui Tunal de María Baratta.
La música costumbrista se convertiría en el única referente de la música local que conocerían los niños salvadoreños de la segunda mitad del siglo XX, lo que generaría desconocimiento de los demás géneros y del aporte de los pueblos originarios.
El "Cuzcatlán típico" de María de Barrata (1951) y los "Datos históricos sobre el arte de la música de El Salvador" de Rafael González Sol (1940) vendrían a ser los trabajos de investigación (etnomusical el primero e historiográfico el segundo) más importante sobre las expresiones tradicionales y folclóricas. De ellas destaca la obra de Baratta qué recopila varias manifestaciones musicales de los indígenas, muchas de las cuales ya han desaparecido, pero aún hay algunas tradiciones que sobreviven como: Los Historiantes, El Tigre y El Venado, El Torito Pinto, El Cuche de Monte, y Los Viejos. Por otro lado, algunos autores como Víctor Manuel López Guzmán buscarían incorporar ritmos indígenas a sus composiciones.

### 1960s a 1990s

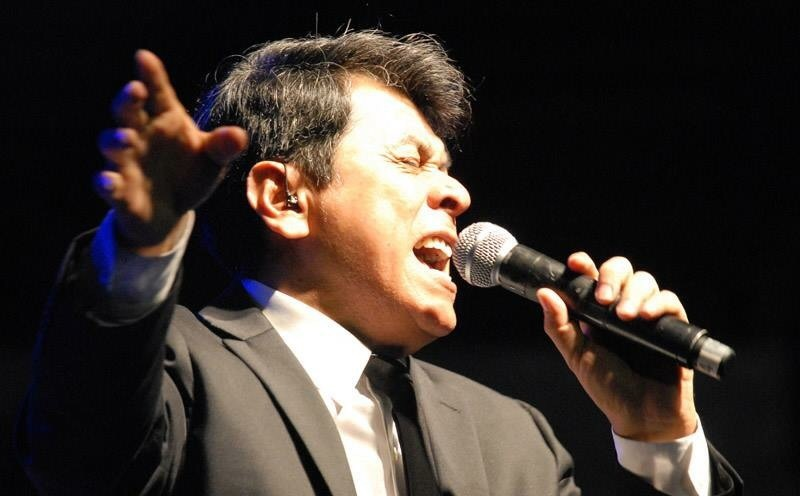
Álvaro Torres cantando un concierto en Cuba en julio de 2015

En las décadas de 1960 y 1970 se establecerían empresas discográfica, con las que los artistas nacionales podrían producir sus propios discos de acetato o de vinilo, como Discos Centroamericanos (DICESA) y Boni Discos (este último, produciría en la década de 1960 el primer disco LP, disco de vinilo de larga duración, bajo el nombre de Lita Mía de la Orquesta Verdi Lírica Vicentina). Sin embargo en las década de 1980 y 1990, la sustitución de los discos de acetato o de vinilo por los casetes magnetofónicos y los discos compactos llevaría a la quiebra a esas productoras.
En lo referente a la educación musical de carácter público, el bachillerato de artes (creado en 1969) sería suprimido por el Ministerio de Educación en 1997. Por otro lado, en 1993 sería inaugurado el Centro Nacional de Artes (CENAR), en el que se impartirían clases de música además de otras artes.
El cantante salvadoreño más destacado en las últimas décadas del siglo XX vendría a ser Álvaro Torres, quien se radicaría en Estados Unidos y entre 1988 y 1998 colocaría 20 canciones en el Hot Latín Songs, siendo la más destacada «Nada se compara contigo» que llegaría al número 1 de esa lista en 1992; asimismo, participaría en el XXXII Festival Internacional de la Canción de Viña del Mar en 1991; sería galardonado con discos de Oro y de platino, nombrado miembro del Salón de La Fama de los Compositores Latinos, y sería nominado en distinto año a los premios La Musa Miami Beach, premios Lo Nuestro, premio Arpa, premio Estrella Calle 8, premios Grammy Latinos, y obtendría el reconocimiento a Mejor Compositor del Año por BIM Música (en 1993 por «Nada se compara contigo»). También haría duetos con varios artistas como: «Reencuentro», con Barrio Boyzz; y «Buenos Amigos», con Selena.

#### Música Académica
En 1960 la Orquesta Sinfónica del Ejército se separaría de la Fuerza Armada para convertirse en una entidad totalmente dependiente del poder civil bajo el auspicio del Ministerio de Educación, dándose con ello el nombre de Orquesta Sinfónica de El Salvador (OSES).
En el año de 1963 se da la llegada del maestro Esteban Servellón a la dirección de la OSES, recién graduado en Italia (donde recibió su formación con el famoso director Igor Markevitch). El maestro Servellón fomentaría enormemente la audición de música de compositores nacionales, lo que permitiría presentar al público salvadoreño y regional notables figuras del escenario mundial, tales como los famosos violinistas Isaac Stern y Ruggiero Ricci, los famosos pianistas Van Clibburn y Alicia de Larrocha etc., los célebres directores de orquesta Elmer Berstein y José Serebrier, y al chelista Pablo Casals, poniendo al país como destino de grandes músicos y animadores de reconocidos festivales internacionales de música a nivel mundial.
Actualmente, el país esta cruzando una grave crisis en su música académica, al no contar con un centro de estudios superiores, los jóvenes músicos reciben clases particulares, academias municipales o el sistema de coros y orquestas (Solo clases de instrumentos de cuerda frotada).
La orquesta sinfónica de El Salvador, Orquesta filarmónica de El Salvador y la orquesta sinfónica juvenil, son algunas de las pocas orquestas para músicos académicos dentro del país.

#### La época de oro de la música salvadoreña
El primer grupo conocido de rock en El Salvador surge a comienzos de los años 60, eran Los Supertwister. En esos años surgieron nuevas bandas como Los Mustangs, Los Vikings, Hielo Ardiente y Die Blitz, por mencionar a algunos de los referentes musicales de la época. Canciones como "Abre los ojos", "Señora", "Cien mujeres", "El amigo que perdí" lograron posicionarse en la preferencia de los salvadoreños y extranjeros que las oían a través de estaciones radiales. Las bandas de la época trabajaban el rock en diferentes  estilos como rock en español, balada romántica, nueva ola.  
Algunas de las bandas que marcaron la época dorada de la música salvadoreña: 
1. Los Mustangs: "Abre los ojos", "Solo te vi", "Los dos".
2. Hielo Ardiente: "Señora", "El bardo", "Sentir que soy amado".
3. Los Vikings: "Cien mujeres", "Sentado a la vera del camino", "Herido por dentro".
4. Die Blitz: "El amigo que perdí", "Nada me importa".
5. Los Beatz: "Verónica", "Solo se"
6. Los Intocables: "Tu", "Todo parece terminar".
7. Los Kiriaps: "Incomprensión", "Te querré y te amare".
8. Los Comets: "Tu me dijiste adiós", "La plaga".
9. Los Walos: "Nacera un cariño crecerá un rosal", "Solo una aventura".
10. Los Thunders: "El tiempo lo dirá", "Yo se".
11. Los Supersonicos: "Esperando por ti", "Era mucho".
12. Los Black Cats: "Porque", "Cierto susurro".
13. Los Cristian's: "Es difícil decir adiós", "Toca tres veces".
14. Los Apaches: ""Última canción", "Enamorado del amor".
15. Los TNT: " Campos de fresas", "Susie Q":
16. Los Lovers: "Camino de hormigas", "Te quiero yo".
17. Banda del Sol: "Abriendo caminos", "el planeta de los cerdos".
18. Vía Láctea: "Atrapados en el recuerdo".

En los años ochenta el país entró en el periodo de la guerra civil la cual afectó también a muchas de las bandas nacionales y a la producción y consumo musical en general, aunque algunas lograron despuntar, entre ellas podemos mencionar a: la legendaria banda de Vicente Sibrian (Broncco), ovni (reconocidos a nivel internacional por su rock progresivo), Roberto Salamanca, Rucks y Parker, Prueba de Sonido y Fiebre Amarilla.

#### El auge de la cumbia
En la década de 1960 surgirían nuevas orquestas especializadas en la cumbia como: la Orquesta de los Hermanos Flores, la Orquesta Internacional Casino, Chucho Tovar Flores, Nueva Sensación, Los Faraones; y en los 1970 se sumarían otros grupos como: La Boa y la Orquesta Internacional Jiboa.
En la década de 1980 varios grupos que se dedicaban a la música “juvenil” (rock, pop, música disco) cambian hacia géneros tropicales como la cumbia. Así, Espíritu Libre empezó en los 80 combinando ritmos pop latinos (como “La fiesta de mi pueblo”) con baladas (como “Escúchame”); hasta que explotó en 1985 con el mega éxito de cumbia “Me gustan las pupusas”, escrito por José Aguiñada (Jhosse Lora); asimismo, Mario Rivera, que llegó a tocar versiones de Led Zeppelin o Chicago, ganó más éxito con las cumbias “Morena tropicana” y “Ven a bailar conmigo”; y Fiebre Amarilla, con influencias de rock afro latino, también prueba suerte con títulos más populares y cumbieros, como “Canchis canchis”, “El mercado” y otras más. Incluso Karmina Salazar, que luego sería uno de los nombres propios de la cumbia, empezó bailando ballet clásico.

#### Trova o canción de protesta
A finales de los 70 e inicios de los años 80, es decir durante los inicios y el desarrollo de la guerra civil salvadoreña, surgieron numerosas bandas de música, principalmente vinculadas a la izquierda política, como Mahucutah, La Banda del Sol, Yolocamba I Ta o Tepehuani. En 1982 nace Cutumay Camones, vinculado con la guerrilla, que buscaba recuperar las raíces culturales salvadoreñas. También merece la pena destacar Los Torogoces de Morazán, quienes acompañaban a la población en los territorios dominados por la guerrilla. Quizás la más reconocida de todas ellas, fue la agrupación Yolocamba Ita, quien en 2016 recibió el Premio Nacional de Cultura de El Salvador por su trayectoria.

#### El rock y el metal de la década de los noventa
En la década de los noventa, con la frescura de la paz se vivió un incremento del número de bandas de rock como Sobre Tierra, Seis Sin Nombre. En 1996, el grupo Adrenalina abrió puertas a la fusión de rock con ritmos bailables como la cumbia en «La Maldita». La Iguana, La Pepa, Nativa Geranio, R.E.D.D., Ayutush, Bohemia, Jardín de Huesos, Aborígenes, Shock, P.I.G. entre otros fueron las propuestas roqueras de festivales como Salvarock y Guanarock. Destacan como cantantes femeninas Lorena Cuerno Clavel y Pamela Robin.
El metal en El Salvador tiene una escena prominente y es considerada una de las más sólidas y activas en cuanto a movimientos musicales en Centroamérica.[cita requerida]

## Música en elsigloXXI
El contexto de este periodo se ve caracterizado por la sofisticación y pérdida de lenguaje identitarios en el que no hay nada en los ritmos que indique que la música es salvadoreña. Hay una pérdida de espacios mediáticos. Empezó a ser muy popular el reguetón y la música urbana en los medios de comunicación masivos, lo que hizo que perdieran espacios la música alternativa. Se vive también una transición al streaming: varias de las producciones quedaron “perdidas” en la transición ya que se escuchaba la música en formato en mp3  y no tanto en radio.[cita requerida]
El indie salvadoreño
A partir de 2006 comenzaron a surgir bandas influenciadas por el indie y la música alternativa que tenían música original. Fruto de este movimiento surgió en junio de 2008 Indie Collective Pollution, un equipo de jóvenes amantes de la música que buscaban crear una plataforma diferente enfocada a desarrollar bandas nacionales independientes de distintos estilos musicales. Su primera acción fue un concierto en La Luna Casa y Arte, protagonizado por El Sueño de Camila, Polly Class, Emma vs Noria, Nuevas ilusiones y Mayday Mayday. En febrero de 2012 nacieron las Semanas sin Covers, festivales en los que se tocaban música original de las bandas y que logró convocar a 25 bandas de distintos géneros. Durante 10 años organizaron conciertos, festivales y buscaron la profesionalización y la creación de una industria musical en el país. Algunas de las bandas que conformaron el colectivo o participaron en sus festivales y conciertos fueron: El sueño de Camila, La cosa encantada, El silencio de Clarence, Carol Hills y Alley's Bridge, Polly Class, Vibrass Ska Ensamble, Underbeat, Fox The Kid, Cartas a Felice, Yelo, Luciana Fortis o The Vibes, entre otros.
Otras bandas destacadas de la época son: Llyclovt (retoma elementos de Fobia, Placebo, del primer Zoe), Virginia Clemm, Akumal (logra crearse espacio en el público del indie, sobre todo con su segundo disco, Sívar), Safari volvo (banda electrónica, tienen muchos elementos anglo), Manyula Dance Club (electro latinoamericano) o Primal Pulse. [cita requerida]
Reggae salvadoreño
Anastasio y Los del Monte fue un grupo de reggae de corta duración pero influyente en El Salvador. Nace en 2002 fundada por “El Tracher” (guitarra) y “Karlanga” (voz). A pesar de lanzar un solo álbum, Reggae Unido (2005), tuvieron un gran impacto cultural en la música de El Salvador al introducir el reggae en el país. Su música está muy influenciada por Bob Marley, Gondwana, Steel Pulse, Burning Spear y Black Uhuru. Compartieron escenario en festivales y conciertos con  junto a Gondwana, Rabanes, Cafe Tacuba o Vicentico. Tras la separación de Anastasio y los del Monte, le sucedió la banda Los Tachos, integrada por varios exmiembros de la composición anterior.    
Hip Hop salvadoreño
Aunque a inicios de la década de 1980 comienzan a aparecer las primeras bandas de hip hop nacionales es hasta finales de los 90 que comienzas a surgir los artistas y crews pioneros del movimiento, entre los que se encuentran los FNR y los CLK y bandas como los Reyes Del Bajo Mundo y Pescozada. Estas agrupaciones se presentan en espacios como La Luna Casa y Arte. A partir del 2001 comenzaron a organizarse batallas de breaking y hip hop fueron "Moy´s Discotec" donde muchos de los músicos y artistas comenzaron a encontrarse.
Entre los artistas destacados se encuentran: Pescozada, Five O Tree, Marmota Fu, Psyckoziziz, Poesía clandestina, Hip hop femenino, Sukafro, Snif, Oenime, Zaki, Artillero, HIgh Clan, Kover, Darkriz y Straw. Algunos exponentes de rap han llegado a tener presencia en Suramérica y tener toques en Europa.  [cita requerida]
Pop
En 2008 llega a El Salvador el formato de reality show "Cantando por un sueño", influenciado por los programas como Operación Triunfo en España, o La Academia de México, que  constituyó un novedoso espacio de descubrimiento y lanzamiento de artistas de la música nacional o El número uno, en 2013. De este último programa surgieron cantantes como Nadia Maltez o Patty Menéndez. Durante la década de 2010 comienzan a surgir bandas y solistas femeninas como Natalia Alejandro (Cantalejo); Carol Hills, la cantante y compositora de música cristiana, Gabby Chacón, Lavanda, Nadine Masri, Gabriela Triste o Las Musas Desconectadas.
En 2019, Analu Dada emergió como una de las artistas más destacadas del pop salvadoreño. Gracias a su presencia en redes sociales, logró reconocimiento tanto a nivel local como internacional. Su música ha sido reconocida por su impacto en la escena local, convirtiéndose en la artista más galardonada por los premios Música 503 en la historia  y protagonizando diversas obras de teatro musical como Mamma Mía o Grease .